# 哈廷頓 (內布拉斯加州)
哈廷頓（英語：Hartington）是一個位於美國內布拉斯加州錫達縣的城市。根據2010年美國人口普查，該地共人口1554人，而該地的面積約為2.59平方千米。同時該地也是錫達縣的縣治。

## 地理
哈廷頓的座標為42°37′16″N 97°15′50″W / 42.62111°N 97.26389°W，而該地的平均海拔高度為428米（即1404英尺）。